# Тіен
Т́іен (англ. Teän, МФА: [ˈtiː.ən]) — скелястий острів в архіпелазі островів Сіллі, Велика Британія, омивається Кельтським морем.